# Obninsk
Obninsk (în rusă Обнинск) este un oraș din Regiunea Kaluga, Federația Rusă și are o populație de 105.706 locuitori. De asemena aici se afla și o centrală termonucleara.